# Cementerio Jardines Montesacro (Itagüí)
El Cementerio Jardines Montesacro    de Itagüí, Colombia,  es un cementerio construido en el año de 1981 y avalado por la Alcaldía de Itagüí. Su principal característica es que está rodeado por jardines, arboledas y una vista a la ciudad.

## Historia
El cementerio está ubicado en la ciudad de Itagüí, y su fundación fue en el año de 1981. El proceso de construcción demoró dos años en el periodo comprendido entre 1980 y 1981.

## Galería

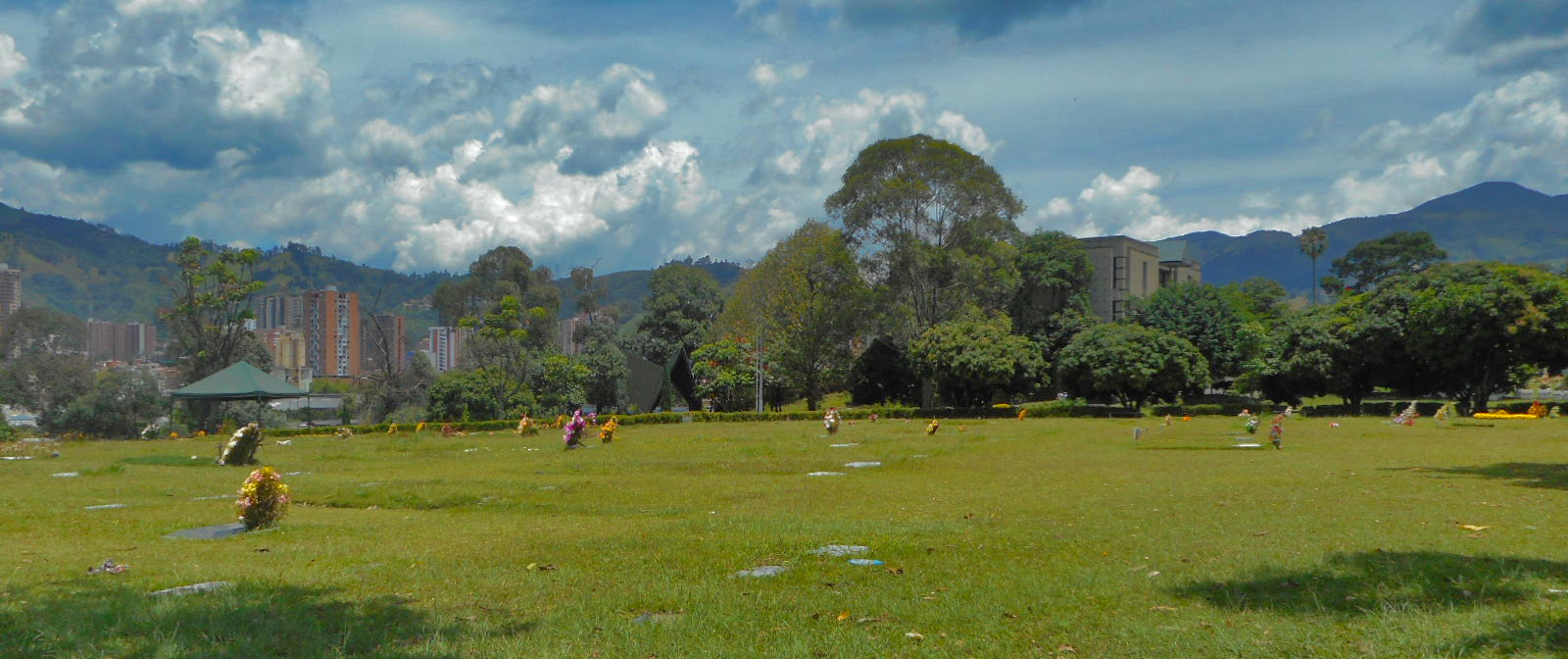
Fotografía panorámica del cementerio.
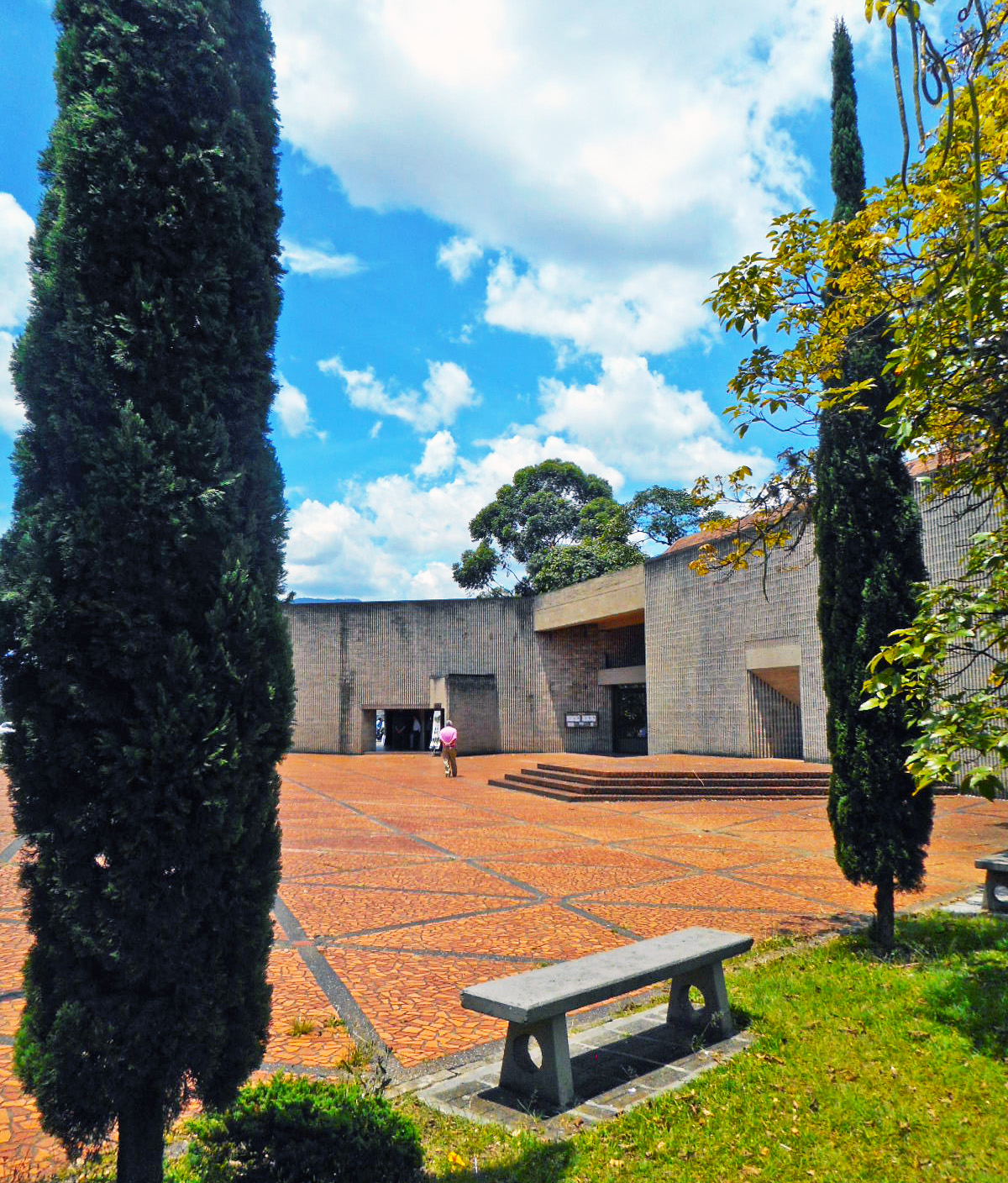
Iglesia de Jardines Montesacro.
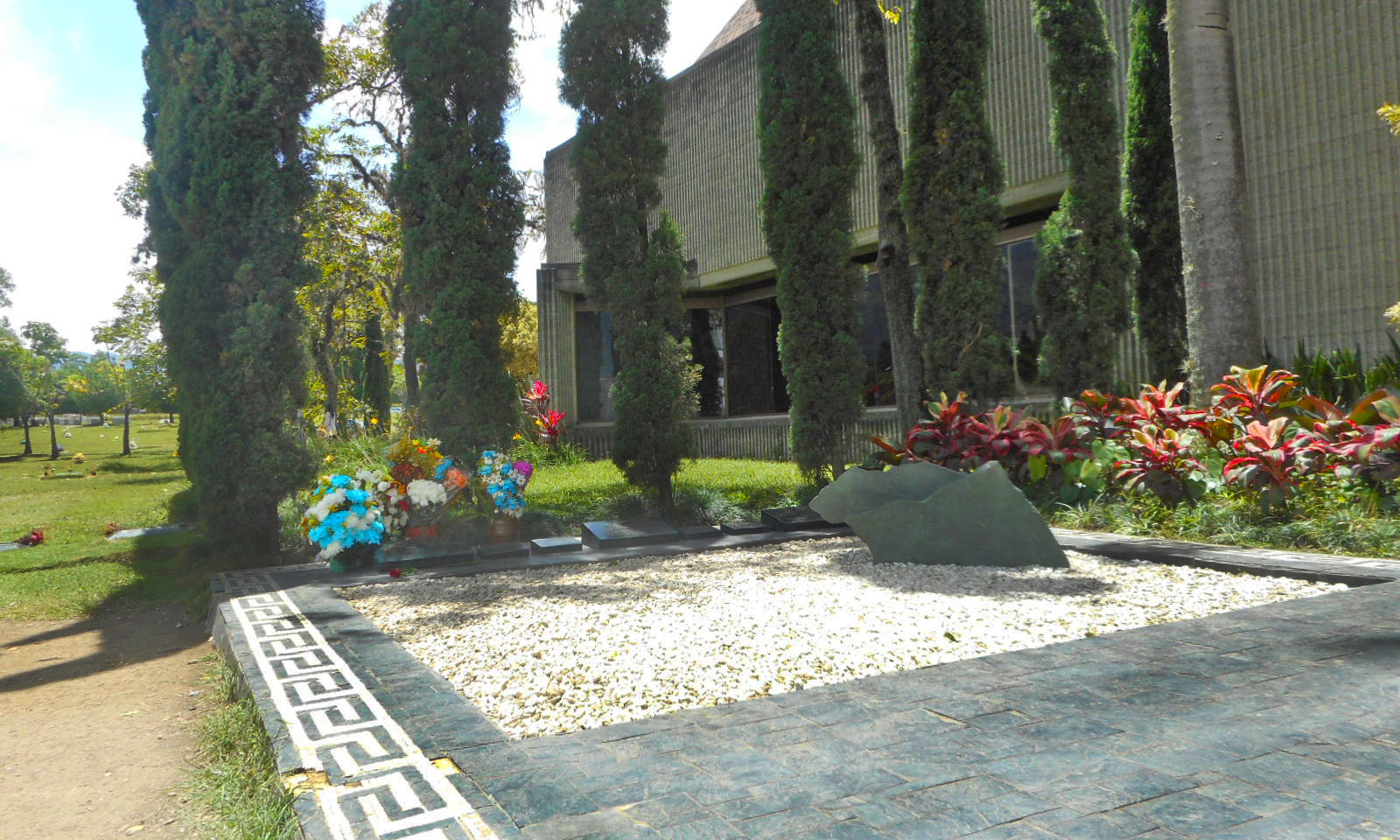
Tumba de Pablo Escobar y familiares.